# Farkas F. Tamás
Farkas F. Tamás (Budapest, 1951. január 23. –) magyar festő- és textilművész, grafikus, egyetemi tanár.

## Életpályája
1965–1969 között végezte el a Képző- és Iparművészeti Gimnázium festő szakát. 1972-től lehetetlen alakzatokkal foglalkozik, valós 3D-s struktúrákat készít. 1973-tól kiállító művész. 1976–1980 között a Magyar Iparművészeti Főiskola hallgatója volt, ahol Szilvitzky Margit oktatta. 1981–1990 között a Magyar Iparművészeti Egyetemen formatant oktatott. 2004-ben a Szent István Egyetem Ybl Miklós Építéstudományi Karának adjunktusa volt.

### Munkássága
Konzekvens geometrikus művész, fő kutatási területe az ún. lehetetlen alakzatok. Kiindulópontjai a Penrose-háromszög, a Möbius-szalag, a hiperkocka, illetve M. C. Escher művészete. Kezdetben montázskészítéssel is foglalkozott. Több mint 2000 "lehetetlen formát" készített. Ezek a síkbeli alakzatok térhatásukat tekintve kétértelműen viselkednek. Spirális szerkezeteket, önmagukba visszatérő, folytonos láncolatokat, összefüggő textúrákat alakít ki. A posztmodern korszak után erőteljes színvilágú síkokat és alakzatokat hozott létre, illetve az éles kontúrú alakzatok közti felületeket véletlenszerű mintázattal vagy fraktálokkal tölti ki.
A Magyar Művészeti Akadémia, a Magyar Alkotóművészek Országos Egyesülete, a Magyar Képző és Iparművészek Szövetsége, a Nemzetközi Szimmetria Egyesület (Vezetőségi Tag) és 
a Magyar Elektrográfiai Társaság tagja.

## Családja
Szülei: Farkas József és Fincziczki Gabriella. Felesége, Katona Ildikó. Két lánya van: Rita (1988) és Zsuzsanna (1989).

## Kiállításai
| - 1973-1974, 1981, 1983, 1986, 1989, 1994, 1996-1998, 2003, 2008-2010, 2012, 2014-2015, 2017-2019 Budapest - 1984 Veszprém, Visegrád - 1985 Róma - 1986 Párizs - 1987 Hamburg | - 1975, 2001, 2015, 2018 Szentendre - 1976 Veszprém - 1981, 1996 Miskolc - 1983-1988, 1991-1995, 1997-2003, 2005-2007, 2009-2011 2016, 2019 Budapest - 1987 Hamburg - 1994, 2018 Szekszárd - 1998 Róma - 1999 Tokió - 2000 New York - 2002 Balatonboglár - 2004 Nyíregyháza, Párizs - 2005 Brazília - 2006 Eger, Finnország - 2007 Kassa - 2010 Pécs - 2017-2019 Szeged |

## Kötetei
- F. Farkas Tamás; Demax Művek, Budapest, 2010
- Paradox dimenziók. Kódok; Pauker Holding Kft., Budapest, 2017 (Pauker collection)
- Kreatív dimenziók; Pauker, Budapest, 2020

## Díjai
- a szöuli távol-keleti grafikai biennálé első díja (1984)
- a komputergrafikai pályázat első díja (1987)